# 東陽理化学研究所
株式会社東陽理化学研究所（とうようりかがくけんきゅうしょ）は、1950年（昭和25年）に兼古敏男により設立したステンレス電解研磨専門企業である。

## 概要
東陽理化学研究所は非鉄金属の加工において世界トップレベルの技術力を持ち、国内外の多数の大手企業と取引を行う。主な業務は、建材板金（集合住宅用郵便受）や情報通信機器・光学機器などの筐体製造で、アルミニウムやチタニウム、マグネシウム、ステンレスといった素材の表面処理が最も得意であり、力を注いでいる。
1990年代に京セラのコンタックスT2、G2を始めとした高級カメラにチタン製の外装が流行したが、その多くを手がけていたことでも知られる。
かつてAppleとの蜜月関係を築いていた。筐体にチタニウムを採用したノートパソコンとして話題になったPowerBook G4は、同社によるものであった。これはAppleの役員がチタンボディのカメラを見かけたことがきっかけとなって始まった取り引きであった。
斬新なデザインで注目を浴びた液晶一体型パソコンiMac G4の液晶と本体を繋ぐ可動アーム、デジタルオーディオプレーヤーの代名詞的存在であったiPodの裏側の鏡面加工されたステンレスカバーもかつては同社及び地元の磨き屋シンジケートと呼ばれる企業群による製造であった。また、PDAとして一世を風靡したPalmのPalmVの筐体もここで製造されたものである。